# Монтилья-Морилес

DOP Монтилья — Морилес на карте Испании

Монтилья — Морилес (Montilla — Moriles) — винодельческий район Андалусии уровня DO(P), расположенный к югу от Кордовы, в окрестностях городов Лусена, Монтилья и Морилес. Ограничен реками Хениль на востоке, Гуадахос на западе, Гвадалквивир на севере и горами Кордильера-Суббетика на юге (за которыми производится уже иное вино — малага). Известен ликёрными соломенными винами крепостью выше 15 %, получаемыми из подсушенного на воздухе белого сахаристого винограда сорта педро-хименес (PX).
Техника производства монтильских вин и хереса имеет настолько много общего, что до 1932 года монтильские вина маркировались как херес и рассматривались как некреплёная разновидность последнего. Один из видов хереса — амонтильядо — был изобретён виноделами Монтильи, а само его название может быть переведено как «в стиле Монтильи». Как и в случае с хересом, многие монтильские вина выдерживаются под дрожжевой плёнкой (флором), обычно (хотя и не всегда) с использованием системы солера.

## История и терруар

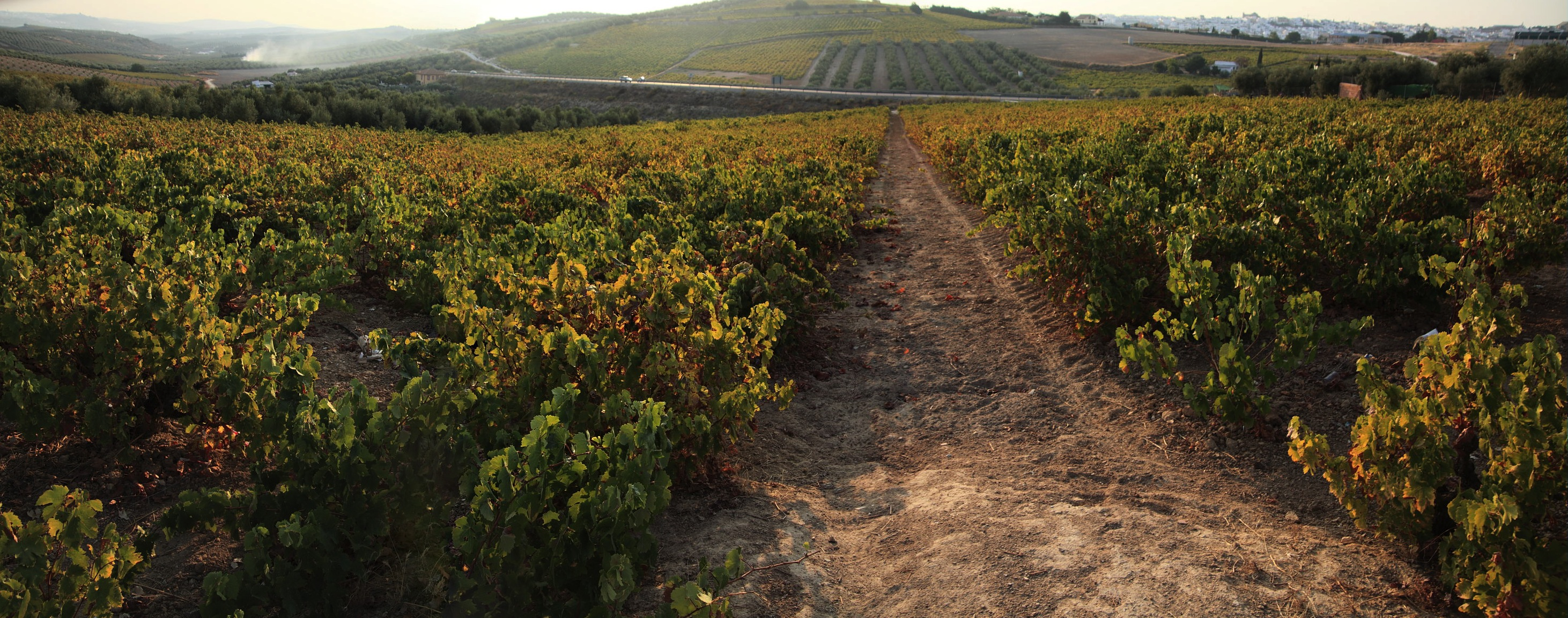
Монтильские виноградники поздней осенью

Исторически Монтилья рассматривалась как одна из зон производства хересных вин, причём наиболее патриархальная: вплоть до XX века на винодельнях можно было встретить тинахи объёмом до 10 000 литров, частично закопанные в почву (наподобие грузинских квеври). Общеиспанским центром производства таких глиняных сосудов была Лусена. Монтильское вино появилось на международных смотрах вин под этим названием лишь в середине XIX века. Вина из Морилеса до 1912 года маркировались как Zapateros. Статус и границы винодельческого района окончательно определил закон, принятый в 1932 году.
По состоянию на 2015 год в регионе было зарегистрировано 63 производителя вина, а виноградники занимали чуть больше 5000 га на высоте от 125 до 600 метров над уровнем моря. В сравнении с Хересом почвы менее плодородны, лето жарче, климат суше, причём резко выражены перепады дневной и ночной температуры. Как и в Хересе, виноградарями ценится меловая почва albariza (именуемая здесь albero), которая преобладает в наиболее примечательных по терруару виноградарских субзонах Sierra de Montilla и Los Moriles Altos (где запрещено получать более 60 гл вина с гектара виноградных кустов).
Иным сортам винограда, нежели педро-хименес, отведено менее трети площади виноградников. В основном это достаточно нейтральные (маловыразительные) сорта белого винограда (например, айрен и вердехо). Также разрешено использование международных сортов французского происхождения — шардоне и совиньона.

## Виноделие

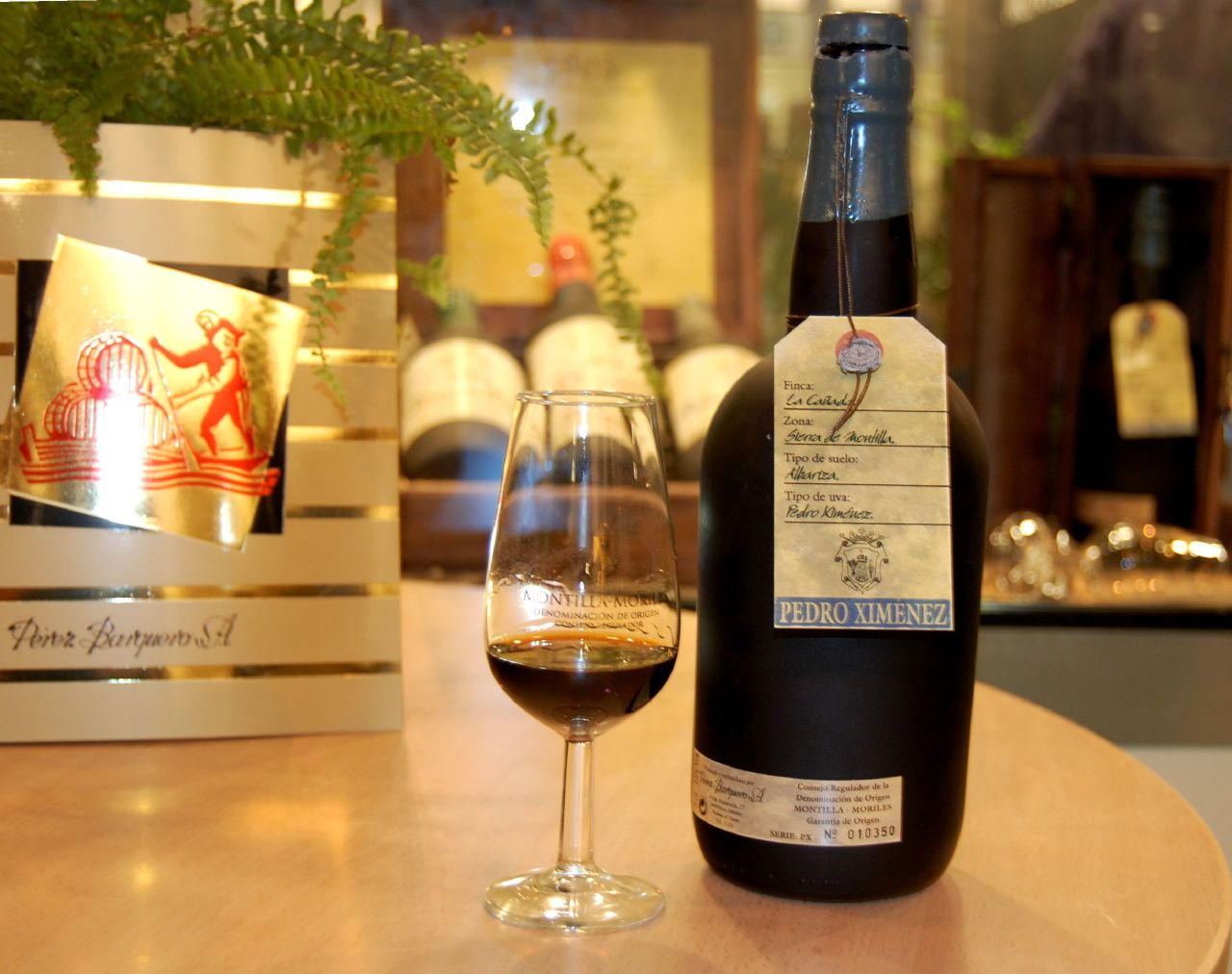
Монтильские вина из педро-хименеса — тёмно-каштановые, изюмные, весьма приторные

Низкая влажность предгорной Монтильи усложняет возникновение на созревающем вине флора (который обычно формируется дольше и не достигает такой толщины, как в приморском Хересе), зато благоприятствует возделыванию педро-хименеса, который в этих местах гораздо реже загнивает при подсушивании и набирает количество сахара, достаточное для получения вин крепостью 15 — 16 % без добавления спирта (крепления). Вследствие этого почти весь педро-хименес для производства хереса привозится из района Монтильи. Монтильский педро-хименес также используется при выработке малаги.
Многие вина Монтильи с точки зрения технологии производства ничем не отличаются от хересных (особенно после того, как в 2021 году было вновь разрешено производить некреплёные хересные вина). Вино из педро-хименеса со временем приобретает тёмно-коричневую окраску, напоминающую изюм или малагу. При описании букета таких вин вспоминают жжёную патоку, расплавленные ириски, фиговый сироп, мармелад из грецких орехов. Названия других видов монтильских вин буквально совпадают с основными видами хереса (фино, олоросо, амонтильядо и т. д.), однако креплению (спиртованию) они подвергаются гораздо реже.